# Gudrun Sixt
Gudrun Sixt ist eine ehemalige deutsche Schwimmerin. Sie startete für die SG Hansa Dortmund und war mehrmalige deutsche Meisterin im Brustschwimmen.

## Leben und Karriere
Im Jahr 1976 wurde Sixt bei der deutschen Schwimmmeisterschaft mit der Frauenstaffel über 4 × 100 Meter Brustschwimmen deutsche Meisterin und über 4 × 200 Meter Vizemeisterin. Im folgenden Jahr wurde sie bei der deutschen Schwimmmeisterschaft 1977 Meisterin im 200 m Brustschwimmen sowie mit der Frauenstaffel über 4 × 100 Meter und 4 × 200 Meter Brustschwimmen deutsche Meisterin.
Heute lehrt Sixt an der Christophorusschule Elze des Christlichen Jugenddorfwerks Deutschlands (CJD) die Fächer Sport und Deutsch.